# Arthur Daguin
 (décembre 2021).
Claude Arthur Daguin  (né le 31 janvier 1849 à Nogent-en-Bassigny et mort le 27 février 1944 à Astaffort) est un ingénieur, magistrat, historien, collectionneur et philanthrope français ayant laissé une œuvre considérable sur une grande variété de sujets concernant en général le département de la Haute-Marne.
Ses publications sont consacrées à l’héraldique, la généalogie, la faune et la flore, mais aussi à l’agriculture, le droit et la coutellerie et son œuvre manuscrite fait 50 volumes in-folio.

## Biographie
Il est le fils unique de Jean-Baptiste Daguin (1817-), maître coutelier, et de Valérie-Rose Girard (1825-1872), laquelle avait adopté une orpheline, qui se dévoue toute sa vie pour les pauvres et les malheureux en fondant un ouvroir de la charité.
Après des études secondaires au Lycée de Chaumont, il obtient en 1866 le prix d'honneur pour ses travaux historiques sur la ville.
Dès l'âge de douze ans, il commence des collections et des classifications de coléoptères, de plantes, de faits historiques qui comportent déjà 30 000 pages manuscrites. Son oncle, Abel Girard (1832-1900), passionné d'histoire commence à lui rassembler un grand nombre de faits et de documents historiques sur la commune de Nogent. C'est à cette époque qu'Arthur se voit offrir l'Histoire de la Haute-Marne de l'abbé Jolibois qui fut le guide de tous ses investigations.
Il passe le baccalauréat ès sciences (en 1868) à Paris, puis intègre une mathématiques spéciales. Il prépare l'école des Mines lorsque la guerre de 1870 est déclarée. Incorporé en tant que caporal au 53e régiment de marche, il est promu sergent et reçoit la croix de 1870-1871.
il est reçu troisième au concours de l'École des mines après la guerre.
Arthur Daguin termine sa carrière entre 1890 et 1909 comme juge de paix dans différentes villes de France, telles que : Lignières, Vierzon, Aix-en-Provence, Toulon, Reims, Lille (2e arrondissement) et Clichy et il séjourne ensuite en Guyenne et à Astaffort où il meurt en 1944. Il était marié avec Rose-Hermine Rivenez.
Ses travaux sur le droit et les usages dans les colonies et les protectorats français sont récompensés par la Légion d'honneur, l'Ordre royal du Million d'éléphants, le Dragon d'Anam et le Nichan Iftikhar.
Membre de la Société historique et archéologique de Langres, de la Société des lettres de Saint-Dizier ; il est chevalier du Mérite agricole et reçoit la Médaille de la Mutualité.

## L'historien et le géographe
En plus de ses nombreuses recherches sur la Haute-Marne, Arthur Daguin publie sur les pays d'Extrême-Orient et d'Afrique du Nord où il fait une partie de sa carrière, en particulier sur les coutumes et les différentes sortes de mariage annamites, cambodgiens et musulmans.

## Le philanthrope
Membre de nombreuses sociétés de bienfaisance, il a fondé la Société philanthropique « La Haute-Marne », destinée à secourir les Haut-Marnais vivant à Paris, en leur procurant du travail, de l'argent ou en les aidant à rentrer au pays.
De manière plus générale, il est le créateur d'une vingtaine d'œuvres de bienfaisance et de mutualité : l'Ouvroir de Nogent, la Caisse des écoles de cette ville, la Société fraternelle du 17e territoriale d'infanterie, l'Association amicale des anciens élèves du lycée de Chaumont, la Société de secours mutuels de la Haute-Marne à Paris, la Société philanthropique du même nom, la Société des orphelinats agricoles de la Haute-Marne, les Orphelinats agricoles et écoles d'apprentissage agricole du Corgebin et de Bellefontaine, l'Association des anciens élèves de l'école Monge, l'Association des anciens élèves de l'école de Nogent, la Société de patronage de la même école….
En tant que juge de paix à partir de 1890, il s'évertue durant des années à établir une société de secours mutuels pour la profession au niveau national. Son projet consiste à assurer moyennant une cotisation annuelle : en cas de maladie, les frais médicaux et pharmaceutiques ; en cas de décès, les frais funéraires et, à la veuve et aux enfants mineurs une allocation ; à partir de 70 ans une retraite. Il subit à quatre reprises des échecs (1891, 1893, 1895 et 1900). Il y parvient enfin en 1906 lorsque les juges de paix réussirent à se constituer en association représentative (« l'Union amicale »). Il est alors le président de cette nouvelle structure mutuelle appelée « la Magistrature cantonale ».
À partir de 1870, il a fait de nombreux dons en argent ou en nature à divers établissements publics ou charitables. Outre le Fonds Daguin légué aux Archives départementales de la Haute-Marne, son biographe Didier Desnouveaux mentionne :
- Une collection minéralogique à l'École normale d'instituteurs de la haute-Marne ;
- Un herbier de 3000 plantes, dont 1 300 recueillies en Haute-Marne, formant 26 volumes ;
- Une collection de minéraux et de paléontologie, au Musée scolaire de Nogent-sur-Marne;
- 150 volumes à la bibliothèque de Chaumont; 200 à celle de Saint-Dizier; 700 volumes à celle de Nogent ;
- La « Bibliothèque Daguin », donnée en 1883 aux Archives départementales de la Haute-Marne, qui comprend 996 articles ou 1 050 brochures, tracts, ouvrages et autres documents du XIXe siècle. Reliée à ses frais en tomes de 500 à 550 pages, avec index et tables analytiques ;
- Le « Fonds Daguin » (7J 1 à 84), légué par testament aux Archives départementales de la Haute-Marne, classé en deux parties : l'une sur l'Histoire et la géographie, la faune et la flore de la Haute-Marne, et l'autre sur l'Histoire et la géographie du Canton de Nogent; En outre une multitude de notes et de documents portant sur l'héraldique, la généalogie, l'agriculture, la démographie, le folklore, ainsi que l'Abbaye de Poulangy.

Membre de la Société historique et archéologique de Langres dès 1877, il y fonde en 1935 un prix quadriennal destiné à récompenser une monographie de canton haut-marnais sur le même principe que celle qu'il a publiée sur le Canton de Nogent.

## Quelques œuvres

### Sous son nom et en collaboration
- Armorial des villes, communautés et corporations anciennes et actuelles du département de la Haute-Marne, précédé d'une étude historique sur ces sortes d'armoiries et de la procédure que les villes doivent suivre pour renouvellement ou concession d'armoiries,… Chaumont, imprimerie de Cavaniol, 1897. Numéro spécial des Annales de la Société d'histoire, d'archéologie et des beaux-arts de Chaumont.
- Le Département de la Haute-Marne, géographie physique, historique, administrative et économique… dictionnaire des communes, par Paul Champion,… avec la collaboration de A. Daguin, Paris, G. Guérin, 1889.
- Le Lycée de Chaumont, Chaumont, imprimerie de Cavaniol, 1894.
- Bibliographie nogentaise, Arcis-sur-Aube : L. Frémont, 1878.
- Le Ninvau, Nogent, édition par Mme Mongin, 1878.
- Nogent-en-Bassigny (Haute-Marne) et son canton. Itinéraire descriptif sous forme de lettres adressées de 1893 à 1900 à M. Henry Cavaniol, Bordeaux, impr. J. Bière ; et à Nogent, chez Albert Marchal, 1936.
- Nogent et la coutellerie dans la Haute-Marne, Nogent, édition par Mme Mongin, 1878.
- Notes sur Nogent-Haute-Marne, Paris, chez H. Menu, 1877.
- Notes sur Nogent (Hte-Marne), examen critique de quelques opinions émises sur l'histoire de cette ville, à Paris, imprimerie de F. Malteste, 1876.
- Les Prussiens à Nogent-en-Bassigny en 1870, d'après les journaux étrangers de l'époque, 1877, à Nogent, imprimerie Mme Mongin, et 1897, Chaumont, imprimerie de Cavaniol, 1897.
- Girard, Stanislas : Campagne de 1813-1814. Journal de marche d'un garde d'honneur, Stanislas Girard, de Nogent-en-Bassigny (Haute-Marne), recueilli et mis en ordre… par Arthur Daguin,… Paris, imprimerie de P. Dupont, 1920.
- Les Évêques de Langres. Étude épigraphique, sigillographique et héraldique. Langres au musée, (s.d.) Extrait des Mémoires de la Société historique et archéologique de Langres. Tome III.
- L'imprimerie et la librairie dans la Haute-Marne et dans l'ancien diocèse de Langres, par deux membres correspondants de la Société historique et archéologique de Langres, (C.-A. Daguin et le Frère Asclépiade.), Paris, chez Honoré Champion, 1883, Extrait du Bulletin de la Société historique et archéologique de Langres.
- Un nouveau roi de rats, roi de souris toutefois, à Langres, en 1584, par Cl.-Arthur Daguin,… Chaumont, impr. de Andriot frères, 1935.
- Avis d'un électeur, 1848-1849. Pièce en patois de Langres, Chaumont, imprimerie de Cavaniol, (s.d.) Extrait du journal L'Union de la Haute Marne (21 octobre 1885).
- Les Dictons, proverbes, sobriquets concernant le département de la Haute-Marne, ses communes et ses habitants,… Langres, édition A. Lorrette, 1893.
- Faune de la Haute-marne. Les Poissons, avec Charles Bardies, Paris, chez Klincksieck, 1892.
- Faune populaire de la Haute-Marne, ou Dictionnaire de noms locaux usités dans le département pour désigner les animaux,… Paris : les fils d'É. Deyrolle, 1905. Extrait du Bulletin de la Société des sciences naturelles de la Haute-Marne.
- Flore de la Haute-Marne, par MM. L. Aubriot,… et A. Daguin,… avec une carte des principaux terrains de la Haute-Marne dressée par M. Ernest Royer,…, Saint-Dizier, impr. de Henriot et Godard, 1885, et dans Mémoires de la Société des lettres, des sciences, des arts, de l'agriculture et de l'industrie de Saint-Dizier. Tome III. 1884.
- Les Aquariums d'appartement, par Ch. Bardies et A.-C. Daguin Chaumont : imprimerie de Cavaniol, 1892.
- La Pisciculture à l'école pratique d'agriculture de Saint-Bon (Haute-Marne), avec Charles Bardies,… Chaumont, imprimerie de Cavaniol, 1892.
- Les Poissons de la Haute-Marne. Une espèce nouvelle en France, le « Coregonus clupeoides » Lac., avec Ch. Bardies,… Paris, chez P. Klincksieck, 1892.
- M. Lescuyer de Saint Dizier, et ses travaux scientifiques, Paris, H. Menu, 1879.
- Généalogie de la famille Petit-de-Lavaux Paris, H. Menu, 1878, paru d'abord dans la Revue de Champagne et de Brie.
- Généalogie des anciens seigneurs de Nogent et de leur descendance, par le P. Vignier, publiée et annotée par Arthur Daguin. 2e édition, à Arcis-sur-Aube, L. Frémont.

### Sous pseudonyme
- À propos du projet de loi Moreau. Lettres sur les armoiries, les particules et la noblesse, par A.-D. Delatheuratte (C.-A. Daguin,) et Charles Bardies, Paris. chez Dentu, 1891.

### Comme éditeur
- Inventaire sommaire des sceaux originaux des archives de la Haute-Marne, M.P. de Fleury, 1873, tiré à part de la Revue nobiliaire historique et biographique.
- Notice nécrologique sur François Jules Barotte, par le Dr Reverchon, 1878, tiré-à-part en 10 exemplaires extrait de la Revue de Champagne et de Brie.